# 찰리 스튜어트
찰리 스튜어트(Charlie Stewart, 1993년 9월 9일 ~ )는 미국의 배우이다.

## 출연 작품
- 더 시크릿 라이브스 오브 독크스 (2013)
- 킹스 오브 애플타운 (2009)
- 크리스마스를 구한 개 (2009, The Dog Who Saved Christmas Vacation)
- 더 리스트 오브 디즈 (2008)
- 왕자와 거지 (2007)
- 산타 클로스3: 산타의 탈출 (2006)
- 주까? 마까! (2002)
- 애니멀 (2001)

### 텔레비전
- 잭과 코디, 우리집은 호텔 스위트 룸 (2005-07)